# Antoni Lluís Adrover
Antoni Lluís Adrover Colom, genannt Tuni (* 14. Juni 1982 in Sóller, Mallorca) ist ein spanischer Fußballspieler, der bei RCD Mallorca in der Primera División spielt.

## Spielerkarriere
Seit 2002 spielt Tuni bei RCD Mallorca. Der gebürtige Mallorquiner hat in fast 100 Ligaspielen drei Tore für die „Insel-Kicker“ erzielt. Während der Saison 2003/2004 war Tuni an den Zweitligisten UD Salamanca ausgeliehen, wo er sich auf Anhieb einen Stammplatz erarbeiten konnte. In der Saison 2003 konnte Tuin mit seiner Mannschaft die Copa del Rey gewinnen.

## Titel
- 2003 – Copa del Rey mit RCD Mallorca